# هانا لیشکووا
هانا لیشکووا (چکی: Hana Lišková؛ زادهٔ ۴ ژوئن ۱۹۵۲) ژیمناست هنری زن اهل چکسلواکی بود.
وی در مسابقات کشوری و بین‌المللی در مجموع برندهٔ ۱ مدال نقره شده‌است.